# Aci Catena
Aci Catena er en italiensk by (og kommune) i regionen Sicilien i Italien, med omkring 27.790(2023) indbyggere.  